# 1997 في الكويت

## المناصب
- أمير الدولة: جابر الأحمد الصباح
- رئيس الوزراء وولي العهد: سعد العبد الله السالم الصباح

## وفيات
- علي صباح السالم الصباح - وزير ورجل سياسة
- فاروق إبراهيم - لاعب كرة قدم
- عبدالله خريبط - ممثل.